# Законы Менделя

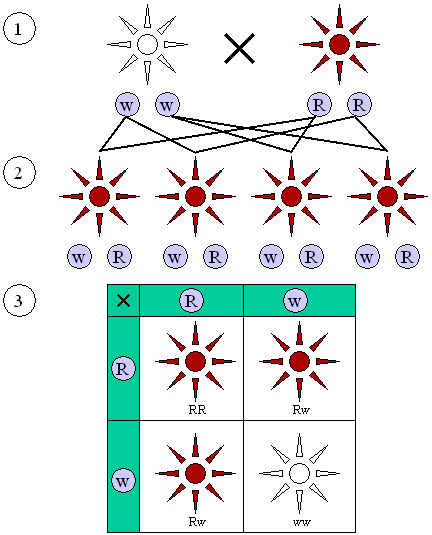
Схемы первого и второго законов Менделя. 1) Растение с белыми цветками (две копии рецессивного аллеля w) скрещивается с растением с красными цветками (две копии доминантного аллеля R). 2) У всех растений-потомков цветы красные и одинаковый генотип Rw. 3) При самооплодотворении у 3/4 растений второго поколения цветки красные (генотипы RR + 2Rw) и у 1/4 — белые (ww)

Законы Менделя — принципы передачи наследственных признаков от родительских организмов к их потомкам, вытекающие из экспериментов Грегора Менделя. Эти принципы послужили основой для классической генетики и впоследствии были объяснены как следствие молекулярных механизмов наследственности. Хотя в русскоязычных учебниках обычно описывают три закона, «первый закон» открыт не Менделем. Особое значение из открытых Менделем закономерностей имеет «гипотеза чистоты гамет».

## Предшественники Менделя
В начале XIX века Джон Госс, экспериментируя с горохом, показал, что при скрещивании растений с зеленовато-голубыми горошинами и с желтовато-белыми в первом поколении получались жёлто-белые. Однако во втором поколении признаки, не проявляющиеся у гибридов первого поколения и названные позже Менделем рецессивными, вновь проявлялись, причём растения с ними не давали расщепления при самоопылении.
Французский растениевод Огюстен Сажрэ (фр. Augustin Sageret; 1763—1851) проводил эксперименты по гибридизации тыквенных, главным образом дынь. Сажрэ впервые в истории гибридизации стал изучать отдельные признаки скрещивающихся растений (мякоть, кожура и так далее) и в результате установил, что при гибридизации родительские признаки распределяются между потомками без всякого смешения между собой. Таким образом Сажрэ пришёл к установлению решающего свойства наследственности: в своей статье «Соображения об образовании гибридов, вариант и разновидностей» (1825) он указывал на наличие наследственности «константной» вместо «слитной» наследственности.
Шарль Ноден (1815—1899), скрещивая различные виды дурмана, обнаружил преобладание признаков дурмана Datura tatula над Datura stramonium, причём оно не зависело от того, растения какого вида были соответственно материнским и отцовским.
Таким образом к середине XIX века было открыто явление доминантности, проявляющееся в единообразии гибридов первого поколения (все гибриды первого поколения похожи друг на друга) и в расщеплении и комбинировании признаков во втором поколении. Мендель, высоко оценивая работы предшественников, указывал, что всеобщего закона образования и развития гибридов ими не было найдено и их опыты не обладали достоверностью, достаточной для определения численных соотношений. Это произошло в основном из-за того, что они экспериментировали с видами растений, мало подходящими для такого рода анализа. Нахождение адекватного объекта и метода исследования и математический анализ результатов, которые помогли создать теорию наследственности, являются главными заслугами Грегора Менделя.

## Методы и ход работы Менделя

Эксперимент Менделя с горохом

- Изучал, как наследуются отдельные признаки и выбрал из всех признаков только альтернативные — такие, которые имели у изучавшихся им сортов два более или менее чётко различающихся варианта (например, семена либо гладкие, либо морщинистые; семян промежуточных вариантов не бывает). Такое сознательное сужение задачи исследования позволило чётко установить общие закономерности наследования.
- Спланировал и провёл масштабный эксперимент. Им было получено от семеноводческих фирм 34 сорта гороха, из которых он отобрал 22 «чистых» (не дающих расщепления по изучаемым признакам при самоопылении) сорта. Затем он проводил искусственную гибридизацию сортов, а полученные гибриды скрещивал между собой. Он проследил наследование семи признаков, изучив в общей сложности около 20 000 экземпляров гибридов второго поколения. Эксперимент дал сравнительно легко интерпретируемые результаты благодаря удачному выбору объекта: горох в норме — самоопылитель, но на нём легко проводить искусственную гибридизацию. Попытки Менделя получить подобные результаты на ястребинке и на пчёлах не увенчались успехом, так как генетика этих организмов значительно сложнее простейшей генетики гороха.
- Одним из первых в биологии использовал точные количественные методы для анализа данных. Благодаря знанию теории вероятностей он понимал необходимость анализа большого числа скрещиваний для оценки роли случайных отклонений. Именно статистический аспект работы Менделя вызвал ряд сомнений и обширное обсуждение, продолжающееся по сей день[5]. В 1936 году известный английский статистик и популяционный генетик Р. Фишер проанализировал сохранившиеся фрагментарные записи Менделя, так называемый Mendel-Notizblatt[6]. Оказалось, что соотношение доминантных и рецессивных фенотипов во втором поколении гибридов, полученное в опытах на горохе, подозрительно близко к значению 3:1, следующему из теории, выдвинутой Менделем. По оценке Фишера вероятность того, что такой результат мог получиться случайно, составляет 0,3⋅10−4 . На основании этого Фишер утверждал, что «данные большинства, если не всех, экспериментов были сфальсифицированы, чтобы полностью соответствовать предсказаниям Менделя». Противоречие между тем обстоятельством, что данные Менделя со статистической точки зрения «слишком хороши, чтобы быть правдой» и тем, что «всё, что мы знаем о Менделе, предполагает, что он вряд ли был вовлечен в преднамеренное мошенничество или бессознательно корректировал свои наблюдения», иногда называют «менделевским парадоксом»[7].

## Закон единообразия гибридов первого поколения
Проявление у гибридов признака только одного из родителей Мендель назвал доминированием.
Закон выведен на основе статистических данных, полученных Г. Менделем при скрещивании разных сортов гороха, имевших чёткие альтернативные различия по следующим признакам: 
- форма семени (круглая / некруглая);
- окраска семени (жёлтая / зелёная);
- кожура семени (гладкая / морщинистая) и т. д.

Закон единообразия гибридов первого поколения (первый закон Менделя) — при скрещивании двух гомозиготных организмов, относящихся к разным чистым линиям и отличающихся друг от друга по одной паре альтернативных проявлений признака, всё первое поколение гибридов ({\displaystyle F_{1}}) окажется единообразным и будет нести проявление признака одного из родителей.
Этот закон также известен как «закон доминирования признаков». Его формулировка основывается на понятии чистой линии относительно исследуемого признака — на современном языке это означает гомозиготность особей по этому признаку. Понятие гомозиготности было введено позднее У. Бэтсоном в 1902 году.
При скрещивании чистых линий гороха с пурпурными цветками и гороха с белыми цветками Мендель заметил, что взошедшие потомки растений были все с пурпурными цветками, среди них не было ни одного белого. Мендель не раз повторял опыт, использовал другие признаки. Если он скрещивал горох с жёлтыми и зелёными семенами, у всех потомков семена были жёлтыми. Если он скрещивал горох с гладкими и морщинистыми семенами, у потомства были гладкие семена. Потомство от высоких и низких растений было высоким.
Итак, гибриды первого поколения всегда единообразны по данному признаку и приобретают признак одного из родителей. Этот признак — более сильный, доминантный (термин введён Менделем от латинского dominus), всегда подавлял другой, рецессивный.

### Кодоминирование и неполное доминирование
Некоторые противоположные признаки находятся не в отношении полного доминирования (когда один всегда подавляет другой у гетерозиготных особей), а в отношении неполного доминирования. Например, при скрещивании чистых линий львиного зева с пурпурными и белыми цветками особи первого поколения имеют розовые цветки. При скрещивании чистых линий андалузских кур чёрной и белой окраски в первом поколении рождаются куры серой окраски. При неполном доминировании гетерозиготы имеют признаки, промежуточные между признаками рецессивной и доминантной гомозигот.
При кодоминировании, в отличие от неполного доминирования, у гетерозигот признаки проявляются одновременно (смешанно). Типичный пример кодоминирования — наследование групп крови системы АВ0 у человека, где А и В — доминантные гены, а 0 — рецессивный. По этой системе генотип 00 определяет первую группу крови, АА и А0 — вторую, ВВ и В0 — третью, а АВ будет определять четвёртую группу крови. Т.о. всё потомство людей с генотипами АА (вторая группа) и ВВ (третья группа) будет иметь генотип АВ (четвёртая группа). Их фенотип не является промежуточным между фенотипами родителей, так как на поверхности эритроцитов присутствуют оба агглютиногена (А и В).
Явления кодоминирования и неполного доминирования признаков слегка видоизменяют первый закон Менделя: «Гибриды первого поколения от скрещивания чистых линий особей с противоположными признаками всегда одинаковы по этому признаку: проявляют доминирующий признак, если признаки находятся в отношении доминирования, или смешанный (промежуточный) признак, если они находятся в отношении кодоминирования (неполного доминирования)».

## Закон расщепления признаков
Закон расщепления (второй закон Менделя) — при скрещивании двух гетерозиготных потомков первого поколения между собой во втором поколении наблюдается расщепление в определённом числовом отношении: по фенотипу 3:1, по генотипу 1:2:1.
Скрещивание организмов двух чистых линий, различающихся по проявлениям одного изучаемого признака, за которые отвечают аллели одного гена, называется моногибридное скрещивание.
Явление, при котором скрещивание гетерозиготных особей приводит к образованию потомства, часть которого несёт доминантный признак, а часть — рецессивный, называется расщеплением. Следовательно, расщепление — это распределение доминантных и рецессивных признаков среди потомства в определённом числовом соотношении. Рецессивный признак у гибридов первого поколения не исчезает, а только подавляется и проявляется во втором гибридном поколении.

### Объяснение
Закон чистоты гамет — в каждую гамету попадает только один аллель из пары аллелей данного гена родительской особи.
В норме гамета всегда чиста от второго гена аллельной пары. Этот факт, который во времена Менделя не мог быть твердо установлен, называют также гипотезой чистоты гамет. В дальнейшем эта гипотеза была подтверждена цитологическими наблюдениями. Из всех закономерностей наследования, установленных Менделем, данный закон носит наиболее общий характер (выполняется при наиболее широком круге условий).
Гипотеза чистоты гамет. Мендель предположил, что при образовании гибридов наследственные факторы не смешиваются, а сохраняются в неизменном виде. У гибрида присутствуют оба фактора — доминантный и рецессивный, но проявление признака определяет доминантный наследственный фактор, рецессивный же подавляется. Связь между поколениями при половом размножении осуществляется через половые клетки — гаметы. Следовательно, необходимо допустить, что каждая гамета несет только один фактор из пары. Тогда при оплодотворении слияние двух гамет, каждая из которых несет рецессивный наследственный фактор, будет приводить к образованию организма с рецессивным признаком, проявляющимся фенотипически. Слияние же гамет, каждая из которых несет доминантный фактор, или же двух гамет, одна из которых содержит доминантный, а другая рецессивный фактор, будет приводить к развитию организма с доминантным признаком. Таким образом, появление во втором поколении рецессивного признака одного из родителей может быть только при двух условиях: 1) если у гибридов наследственные факторы сохраняются в неизменном виде; 2) если половые клетки содержат только один наследственный фактор из аллельной пары. Расщепление потомства при скрещивании гетерозиготных особей Мендель объяснил тем, что гаметы генетически чисты, то есть несут только один ген из аллельной пары. Гипотезу (теперь её называют законом) чистоты гамет можно сформулировать следующим образом: при образовании половых клеток в каждую гамету попадает только один аллель из пары аллелей данного гена.
Известно, что в каждой клетке организма в большинстве случаев имеется совершенно одинаковый диплоидный набор хромосом. Две гомологичные хромосомы обычно содержат каждая по одному аллелю данного гена. Генетически «чистые» гаметы образуются следующим образом:

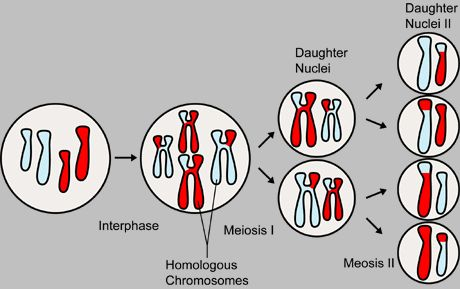
Основные этапы мейоза

На схеме показан мейоз клетки с диплоидным набором 2n=4 (две пары гомологичных хромосом).
Отцовские и материнские хромосомы обозначены разным цветом.
В процессе образования гамет у гибрида гомологичные хромосомы во время I мейотического деления попадают в разные клетки. При слиянии мужских и женских гамет получается зигота с диплоидным набором хромосом. При этом половину хромосом зигота получает от отцовского организма, половину — от материнского. По данной паре хромосом (и данной паре аллелей) образуются два сорта гамет. При оплодотворении гаметы, несущие одинаковые или разные аллели, случайно встречаются друг с другом. В силу статистической вероятности при достаточно большом количестве гамет в потомстве 25 % генотипов будут гомозиготными доминантными, 50 % — гетерозиготными, 25 % — гомозиготными рецессивными, то есть устанавливается отношение 1АА:2Аа:1аа (расщепление по генотипу 1:2:1).
Соответственно по фенотипу потомство второго поколения при моногибридном скрещивании распределяется в отношении 3:1 (3/4 особей с доминантным признаком, 1/4 особей с рецессивным).
Таким образом, при моногибридном скрещивании цитологическая основа расщепления признаков — расхождение гомологичных хромосом и образование гаплоидных половых клеток в мейозе.

## Закон независимого наследования признаков

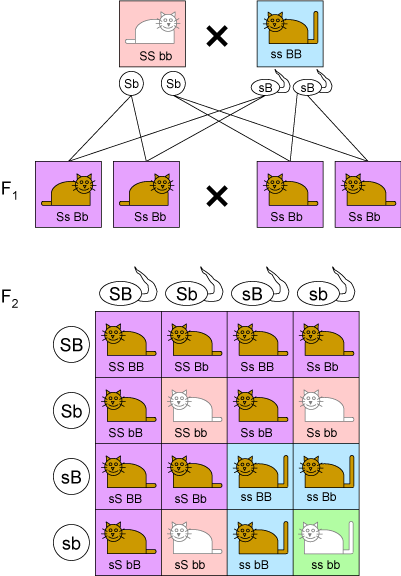
Иллюстрация независимого наследования признаков

### Определение
Закон независимого наследования (третий закон Менделя) — при скрещивании двух особей, отличающихся друг от друга по двум (и более) парам альтернативных признаков, гены и соответствующие им признаки наследуются независимо друг от друга и комбинируются во всех возможных сочетаниях (как и при моногибридном скрещивании).
Когда скрещивались гомозиготные растения, отличающиеся по нескольким признакам, таким как белые и пурпурные цветы и желтые или зелёные горошины, наследование каждого из признаков следовало первым двум законам, и в потомстве они комбинировались таким образом, как будто их наследование происходило независимо друг от друга. Первое поколение после скрещивания обладало доминантным фенотипом по всем признакам. Во втором поколении наблюдалось расщепление фенотипов по формуле 9:3:3:1, то есть 9/16 были с пурпурными цветами и зелёными горошинами, 3/16 с белыми цветами и зелёными горошинами, 3/16 с пурпурными цветами и желтыми горошинами, 1/16 с белыми цветами и желтыми горошинами.

### Объяснение
Менделю попались признаки, гены которых находились в разных парах гомологичных хромосом (нуклеопротеидных структур в ядре эукариотической клетки, в которых сосредоточена бо́льшая часть наследственной информации и которые предназначены для её хранения, реализации и передачи) гороха. При мейозе гомологичные хромосомы разных пар комбинируются в гаметах случайным образом. Если в гамету попала отцовская хромосома первой пары, то с равной вероятностью в эту гамету может попасть как отцовская, так и материнская хромосома второй пары. Поэтому признаки, гены которых находятся в разных парах гомологичных хромосом, комбинируются независимо друг от друга (впоследствии выяснилось, что из исследованных Менделем семи пар признаков у гороха, у которого диплоидное число хромосом 2n=14, гены, отвечающие за одну из пар признаков, находились в одной и той же хромосоме. Однако Мендель не обнаружил нарушения закона независимого наследования, так как сцепления между этими генами не наблюдалось из-за большого расстояния между ними).

## Основные положения теории наследственности Менделя
В современной интерпретации эти положения следующие:
- За наследственные признаки отвечают дискретные (отдельные, не смешивающиеся) наследственные факторы — гены (термин «ген» предложен в 1909 г. В. Иогансеном).
- Каждый диплоидный организм содержит пару аллелей данного гена, отвечающих за данный признак; один из них получен от отца, другой — от матери.
- Наследственные факторы передаются потомкам через половые клетки. При формировании гамет в каждую из них попадает только по одному аллелю из каждой пары (гаметы «чисты» в том смысле, что не содержат второго аллеля).

## Условия выполнения законов Менделя
В соответствии с законами Менделя наследуются только моногенные признаки. Если за фенотипический признак отвечает более одного гена (а таких признаков абсолютное большинство), он имеет более сложный характер наследования.

### Условия выполнения закона расщепления при моногибридном скрещивании
Расщепление 3:1 по фенотипу и 1:2:1 по генотипу выполняется приближенно и лишь при следующих условиях:
1. Изучается большое число скрещиваний (большое число потомков).
2. Гаметы, содержащие аллели А и а, образуются в равном числе (обладают равной жизнеспособностью).
3. Нет избирательного оплодотворения: гаметы, содержащие любой аллель, сливаются друг с другом с равной вероятностью.
4. Зиготы (зародыши) с разными генотипами одинаково жизнеспособны.
5. Родительские организмы принадлежат к чистым линиям, то есть действительно гомозиготны по изучаемому гену (АА и аа).
6. Признак действительно моногенный
7. Признак не сцеплен с половыми хромосомами

### Условия выполнения закона независимого наследования
1. Все условия, необходимые для выполнения закона расщепления.
2. Расположение генов, отвечающих за изучаемые признаки, в разных парах хромосом (несцепленность).

### Условия выполнения закона чистоты гамет
1. Нормальный ход мейоза. В результате нерасхождения хромосом в одну гамету могут попасть обе гомологичные хромосомы из пары. В этом случае гамета будет нести по паре аллелей всех генов, которые содержатся в данной паре хромосом.